# Фил Хоган (писател)
Фил Хоган (на английски: Phil Hogan) е английски журналист и писател на произведения в жанра трилър и драма.

## Биография и творчество
Фил Хоган е роден на 26 март 1955 г. в Западен Йоркшър, Англия.
Като журналист пише редовно статии за „Гардиън“ и като телевизионен критик колумнист на тема бащинтство за „Обзъврър“.
Първият му роман „Hitting the Groove“ е издаден през 2001 г.
Фил Хоган живее със семейството си в Хартфордшър.

## Произведения

### Самостоятелни романи
- Hitting the Groove (2001)
- The Freedom Thing (2003)
- All This Will Be Yours (2005)
- The Intruder (2014) – издаден и като „A Pleasure and a Calling“, като Ф. С. Хоган
С удоволствие ще намина, изд. „Артлайн Студиос“ (2015), прев. Зорница Стоянова – Лечева